# Draco volans
Draco volans, o dragão voador, é uma espécie de lagarto endêmico do Sudeste da Ásia. Assim como os outros membros do gênero Draco, esta espécie é conhecida por sua capacidade de planar usando suas extensões laterais de pele semelhantes à asas chamada patágio.

## Descrição

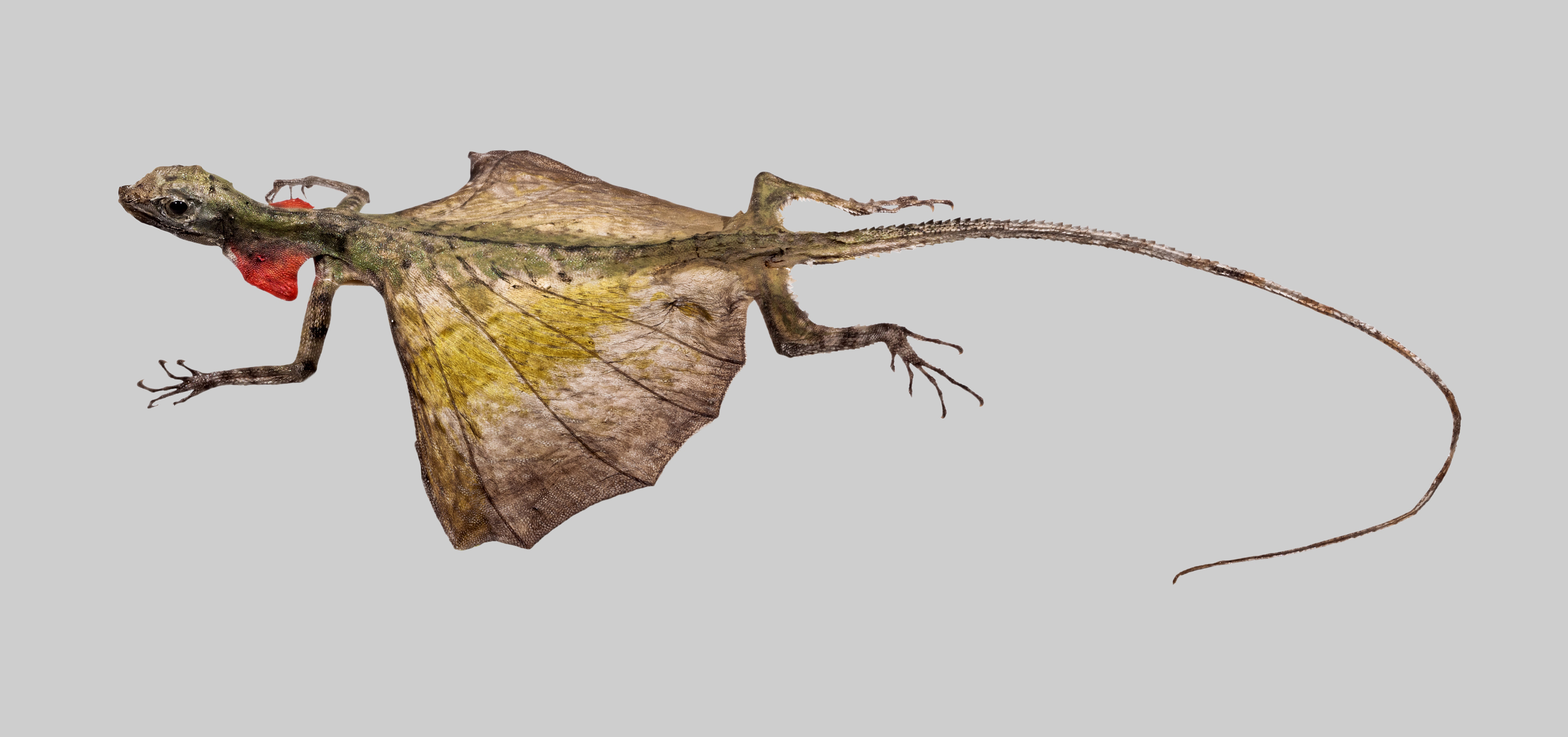

Este lagarto cresce até 22 centímetros de comprimento, incluindo a cauda. Seu corpo é sombreado com manchas escuras. O patágio do macho possui um tom claro de alaranjado com faixas escuras. O patágio da fêmea tem marcações irregulares ao em vez de faixas.

## Habitat
O dragão voador vive em florestas secundárias abertas e nas bordas da floresta.

## Biologia
Esta espécie se alimenta principalmente de formigas e, possivelmente, de outros insetos.
A fêmea do dragão voador, cava um buraco no solo para servir como um ninho, e nele põe ovos.

## Extensão
Esta espécie pode ser encontrada na Indonésia, Tailândia, Filipinas, Vietnã e Cingapura.

## Habitat
Draco volans pode ser encontrado em florestas tropicais do sudeste da Ásia .  São principalmente encontrados em florestas de crescimento secundário inicial, em florestas secundárias abertas e em bordas de florestas. 
1. ↑  Van Arsdale, Michael (1999). «Draco volans ». Animal Diversity Web
2. ↑  Smith, Brian E. (December 1993). «Notes on a Collection of Squamate Reptiles from Eastern Mindanao, Philippine Islands Part 1: Lacertilia» (PDF). Asiatic Herpetological Research. 5: 85–95 Verifique data em: |data= (ajuda)